# Epsilon Normae
Epsilon Normae (ε Normae, förkortat Epsilon Nor, ε Nor)  är en trippelstjärna belägen i den östra delen av stjärnbilden Vinkelhaken. Den har en skenbar magnitud på 4,47 och är synlig för blotta ögat där ljusföroreningar ej förekommer. Baserat på parallaxmätning inom Hipparcosuppdraget på ca 6,2 mas, beräknas den befinna sig på ett avstånd på ca 530 ljusår (ca 163 parsek) från solen. På det beräknade avståndet minskar dess skenbara magnitud med 0,21 enheter genom en skymningsfaktor orsakad av interstellärt stoft.

## Egenskaper
Primärstjärnan Epsilon Normae A är en blå till vit stjärna i huvudserien av spektralklass B4 V. Den har en beräknad massa som är ca 6,4 gånger större än solens massa, en radie som är ca 5,5 gånger större än solens och utsänder från dess fotosfär ca 474 gånger mera energi än solen vid en effektiv temperatur av ca 10 900 K.
Det inre stjärnparet i konstellationen bildar en dubbelsidig spektroskopisk dubbelstjärna med en omloppsperiod på 3,26 dygn och en excentricitet på 0,13. Båda stjärnorna verkar vara liknande stjärnor i huvudserien av spektralklass B4 V. En tredje stjärna ligger med en vinkelseparation på 22,8 bågsekunder från det inre paret och är troligtvis en mindre stjärna i huvudserien av spektral typ B9V.